# Anton Wornig
Anton Dvornik (ponemčeno Anton Wornig), slovenski skladatelj, cerkvenik in organist, * 15. maj 1897, Deščice, † 8. november 1978, Bled.
Po osnovni šoli v Šentilju (nem. St. Egyden) je postal služabnik škofa Hefterja v Celovcu. Tam so spoznali njegovo nadarjenost za glasbo, tako da se je lahko šolal na cerkveni glasbeni šoli v Celovcu.
Zaradi prve svetovne vojne je moral šolanje prekiniti, leta 1916 pa je nastopil službo kot organist v Javorju in nato na Žihpoljah (nem. Maria Rain).
Leta 1919 se je preselil v Ljubljano, kjer je leta 1921 zaključil orglarsko šolo in spoznal Stanka Premla. Na njegovo priporočilo je postal organist na Bledu, kjer je služboval do smrti.

## Pomembnejša dela
- Čast Marije
- Spet kliče nas maj